# Maddalena Aceiaiuoli
 Maddalena Aceiaiuoli (Florença, 1557 - 1610) foi uma poetisa italiana. Escreveu Rime Toscane e um poema heróico não terminado conhecido como Davide Perseguitato.